# Unione Sportiva Fiumana
Maillots
L'Unione Sportiva Fiumana, le plus souvent Fiumana était le club italien de football de l'entre-deux-guerres, de la ville de Fiume, actuellement en Croatie.

## Historique
Fondée en 1926, l'Unione Sportiva Fiumana est dissoute en 1945. Le club a participé à la Serie B.

## Palmarès
- Championnat d'Italie de football D3 (1) 
  - Champion : 1941.

## Joueurs célèbres
- Mario Varglien,  Italie
- Rodolfo Volk,  Italie
- Marcello Mihalich,  Italie
- Giovanni Varglien,  Italie
- Ezio Loik,  Italie
- Bruno Quaresima,  Italie
- Luigi Ossoinach,  Italie
- Andrea Gregar,  Italie